# Кадрі Айтач
Кадрі Айтач (тур. Kadri Aytaç, 6 серпня 1931, Стамбул — 28 березня 2003) — турецький футболіст, що грав на позиції півзахисника, зокрема, за клуби «Галатасарай» та «Фенербахче», а також національну збірну Туреччини. По завершенні ігрової кар'єри — тренер.
Триразовий чемпіон Туреччини. Чотириразовий володар Кубка Туреччини.

## Клубна кар'єра
У футболі дебютував 1952 року виступами за команду «Бейоглуспор», в якій провів один сезон, взявши участь у 18 матчах чемпіонату.
Своєю грою за цю команду привернув увагу представників тренерського штабу клубу «Галатасарай», до складу якого приєднався 1953 року. Відіграв за стамбульську команду наступні п'ять сезонів своєї ігрової кар'єри. У складі «Галатасарая» був одним з головних бомбардирів команди, маючи середню результативність на рівні 0,52 голу за гру першості.
Згодом з 1958 по 1962 рік грав у складі команд «Фатіх Караджюмрюк» та «Фенербахче». Протягом цих років у стані останніх знову ставав чемпіоном Туреччини.
1962 року повернувся до клубу «Галатасарай». Цього разу провів у складі його команди п'ять сезонів. За цей час додав до переліку своїх трофеїв ще один титул чемпіона Туреччини.
Завершив професійну ігрову кар'єру у клубі «Мерсін Ідманюрду», за команду якого виступав протягом 1967—1969 років.

## Виступи за збірну
1953 року дебютував в офіційних матчах у складі національної збірної Туреччини. Протягом кар'єри у національній команді, яка тривала 10 років, провів у її формі 25 матчів.
Був присутній в заявці збірної на чемпіонаті світу 1954 року у Швейцарії, але на поле не виходив.

## Кар'єра тренера
Розпочав тренерську кар'єру, ще продовжуючи грати на полі, 1967 року, очоливши тренерський штаб клубу «Мерсін Ідманюрду».
1978 року став головним тренером команди «Анкарагюджю», тренував команду з Анкари один рік.
Протягом тренерської кар'єри також очолював команди клубів «Денізліспор», «Болуспор», «Ордуспор», «Тіреспор», «Чайкур Різеспор», «Гезтепе», «Генчлербірлігі», «Кайсеріспор», «Айдинспор», «Каршияка», «Зейтінбурнуспор», «Істанбулспор» та «Карталспор». Виводив «Ордуспор» і «Генчлербірлігі» до вищого дивізіону чемпіонату Туреччини.
Останнім місцем тренерської роботи був клуб «Нішанташіспор», головним тренером команди якого Кадрі Айтач був протягом 1997 року.
Помер 28 березня 2003 року на 72-му році життя.

## Титули і досягнення
- Чемпіон Туреччини (3):

«Фенербае»: 1960–1961
«Галатасарай»: 1961–1962, 1962–1963
- Володар Кубка Туреччини (4):

«Галатасарай»: 1962–1963, 1963–1964, 1964–1965, 1965–1966